# Židé v Andoře
Židovská komunita v Andoře je málo početná a k roku 2005 čítala zhruba 100 osob.

## Historie
Židovské osídlení Andorry bylo přerušeno vyhnáním Židů z Pyrenejského poloostrova v roce 1492, po němž byla jakákoli židovská kultura a přítomnost v Andoře prakticky neexistující. Opětovně se Židé mohli v oblasti usazovat v 19. století. Během druhé světové války přes Andorru prošla řada židovských uprchlíků utíkající před nacisty. V 60. letech 20. století (zejména po šestidenní válce v roce 1967) se Andorra stala cílem řady severoafrických Židů původem z Maroka.
Dle americké Zprávy o náboženských svobodách je andorrská židovská komunita dobře integrovaná do tamní společnosti a netrpí diskriminací. Podobně jako ostatní náboženské menšiny se potýká s problémem absence vlastního hřbitova. Andorrští Židé tak jsou zpravidla pohřbíváni buď ve francouzském Toulouse nebo ve španělské Barceloně. V roce 2000 komunita otevřela novou synagogu a kulturní centrum.